# Coupe latine de rink hockey 1958
Navigation
Coupe latine de rink hockey 1957 Coupe latine de rink hockey 1959
La Coupe latine de rink hockey 1958 est la 3e édition de la compétition organisée par le Comité européen de rink hockey. Cette édition a lieu à Barcelone, en Espagne du 31 octobre au 2 novembre 1958. L'Espagne remporte pour la première fois ce tournoi.

## Déroulement
Les quatre équipes s'affrontent toutes une fois. 

## Classement et résultats
| Rang | Équipe   | Pts | J | G | N | P | Bp | Bc | Diff |  | Résultats |  |     |     |      |
| ---- | -------- | --- | - | - | - | - | -- | -- | ---- |  | --------- |  | --- | --- | ---- |
| 1    | Espagne  | 6   | 3 | 3 | 0 | 0 | 21 | 2  | +19  |  | Espagne   |  | 2-1 | 7-0 | 12-1 |
| 2    | Portugal | 3   | 3 | 1 | 1 | 1 | 9  | 4  | +5   |  | Portugal  |  |     | 1-1 | 7-1  |
| 3    | Italie   | 3   | 3 | 1 | 1 | 1 | 8  | 7  | +1   |  | Italie    |  |     |     | 2-0  |
| 4    | France   | 0   | 3 | 0 | 0 | 3 | 2  | 21 | -19  |  | France    |  |     |     |      |